# Jason Mraz
Jason Thomas Mraz (Mechanicsville, 23 de junho de 1977) é um cantor e compositor estadunidense.

## Biografia
Jason Thomas Mraz é um cantor, compositor e violonista  nascido e criado em Mechanicsville, Virgínia. Nas suas influências encontram-se o reggae, pop, rock, folk, jazz, e hip hop. Estudou na Universidade de Longwood por pouco tempo, tendo depois uma curta passagem pela Academia Dramática Americana (para estudar Teatro Musical) em Nova York, mudando-se para San Diego. O seu primeiro projeto musical foi "A Jason Mraz Demonstration", em 1999, gravado de forma independente e contendo 8 faixas da sua própria autoria. Depois deste viriam mais quatro EPs. Apenas em 2002, Mraz assinou pela Elektra Records, voltando a Virginia para trabalhar com o produtor John Alagía no seu álbum de lançamento, Waiting for My Rocket to Come,que seria certificado  platina em Julho de 2004 e alcançaria o  #2 do Billboard's Chart. O seu primeiro single, "The Remedy (I Won't Worry)", foi co-escrito pela equipe de produção musical The Matrix (que já escreveu músicas desde Avril Lavigne até Korn, passando por Britney Spears e Christina Aguilera). Também em 2004 o cantor lança um CD/DVD do concerto gravado um ano antes, em Milwaukee, no estado norte-americano de Winsconsin. O álbum, intitulado de "Tonight, not again: Jason Mraz live at the Eagles Ballroom", ficou entre os 50 melhores álbuns da Billboard 200.
Em Junho e Julho de 2005, Mraz abriu todos os espectáculos de Alanis Morissette durante a sua tour Jagged Little Pill Acoustic. Em 2005 ele lança o seu 2º álbum de canções originais, Mr. A-Z, pela Atlantic Records, que ficaria em #55 na Billboard 200 Albums Chart. Em Dezembro, o álbum receberia ainda uma nomeação para um Grammy Awards para Melhor Non-Classical Álbum Projectado, ao passo que o seu produtor era nomeado para Produtor do Ano. Mraz começou a sua tour para o álbum “Mr. A-Z” a 12 de Setembro nos San Diego Music Awards. Essa mesma tour teria a colaboração de vários artistas como Bushwalla e Tristan Prettyman, com quem Mraz tinha co-escrito o dueto "Shy That Way" em 2002 e “All I Want for Christmas Is You”. Mraz e Prettyman andaram, acabando a relação em 2006. Em Novembro de 2005, Mraz abriu alguns dos concertos dos Rolling Stones na sua world tour. Também em 2005, Mraz foi um dos vários cantores (estando também incluídos artistas como: Tristan Prettyman, Joss Stone, Keith Urban, Alanis Morissette e Michelle Williams) a figurarem no anúncio da Gap intitulada “Favorites” ". Em Dezembro de 2005, Mraz lança a primeira parte do seu podcast. Em Maio de 2006, Mraz faz uma tour pelos EUA actuando sobretudo em festivais de música pelos EUA e alguns espectáculos na Irlanda e Reino Unido.
Em dezembro de 2006 foi lançado Selections for Friends, um álbum de actuações ao vivo disponivel apenas na internet, gravado durante a tour Songs for Friends. Jason Mraz em 2007 começou a desenvolver o seu novo single "The Beauty in Ugly", - um remake do seu antigo single "Plain Jane" que ele reescreveu para o programa Betty Feia (Ugly Betty na versão original). Em 2007, o concorrente a American Idol Chris Richardson canta "Geek in the Pink", ganhando assim o conhecimento e interesse dos Media e aumentando o nº de downloads no iTunes.

### We Sing. We Dance. We Steal Things.
Em 2008, mais exactamente em 13 de Maio de 2008, Jason lança mais um disco, We Sing. We Dance. We Steal Things., cujo nome se deve a uma citação de David Shrigley (que captou a atenção de Mraz numa viagem à Escócia) e conta com a participação de Colbie Caillat (Bubbly; Realize) na canção "Lucky" e James Morrison na faixa "Details in the Fabric".
Entre 2 de junho de 2008 e 16 de janeiro de 2009 a Rede Globo exibiu a telenovela brasileira A Favorita, que contou com a música "I'm Yours" de Jason Mraz, trilha sonora do personagem Cassiano, interpretado pelo ator Thiago Rodrigues. No ano de 2009, sua música Lucky foi tema do casal Bianca e Felipe na novela Caras & Bocas. O curioso acerca desta obra é que esta foi lançada primeiramente como EP em três partes "We sing.", "We dance." e "We steal things.", cada uma delas contendo quatro músicas.

### Pausa na carreira eLove Is a Four Letter Word
Depois do grande sucesso de I'm Yours, Jason resolveu dar uma pausa na carreira. Em 19 de setembro de 2011, Jason anunciou através de sua página do Facebook o lançamento de um novo single promocional intitulado "The World As I See It", tema do filme "Em Busca da Liberdade", acompanhado pela música sendo liberada no YouTube.
O quarto álbum de estúdio de Jason, Love Is a Four Letter Word, foi lançado em 17 de abril de 2012. A canção "93 Million Miles", segundo single desse álbum, foi incluída na trilha sonora da telenovela da Rede Globo Salve Jorge em 2013, fazendo sucesso como tema do casal Ayla e Zyah.

### Yes!e novas parcerias
O quinto álbum de estúdio do cantor, Yes!, foi lançado em 15 de julho de 2014. Ao contrário de seus álbuns anteriores, este, trazia um estilo totalmente acústico e mais enveredado para o folk, onde contou com a parceria do conjunto feminino Raining Jane como sua banda de apoio e com suas integrantes sendo co-autoras de todas as faixas. O primeiro single, Love Someone, foi o maior sucesso do álbum e foi incluído na trilha sonora da telenovela da Rede Globo Império naquele mesmo ano, como tema do casal Comendador José Alfredo e Maria Ísis.

### Know
Após uma pausa de quatro anos, o músico retoma a parceria com o conjunto feminino Raining Jane e lança o seu sexto álbum de estúdio Know, em 10 de agosto de 2018, mantendo o estilo acústico e folk do álbum anterior. O primeiro single deste trabalho é a canção Have It All, lançada em 27 de abril do mesmo ano. O álbum também conta com a participação da cantora Meghan Trainor, que faz um dueto com Mraz no single More Than Friends, lançado em 27 de outubro de 2018.

## Discografia

### Álbuns de estúdio
| Álbum                               | Detalhes do Álbum                                                                                 | Melhores posições | Melhores posições | Melhores posições | Melhores posições | Melhores posições | Melhores posições | Melhores posições | Melhores posições | Vendas        | Certificações                                                                    |
| Álbum                               | Detalhes do Álbum                                                                                 | US                | AUS               | AUT               | CAN               | ALE               | NLZ               | SUI               | RU                | Vendas        | Certificações                                                                    |
| ----------------------------------- | ------------------------------------------------------------------------------------------------- | ----------------- | ----------------- | ----------------- | ----------------- | ----------------- | ----------------- | ----------------- | ----------------- | ------------- | -------------------------------------------------------------------------------- |
| Waiting for My Rocket to Come       | - Lançamento: 15 de outubro de 2002 - Formato(s): CD, LP - Gravadora(s): Elektra                  | 55                | 61                | —                 | —                 | —                 | 35                | —                 | —                 | - : 1,000,000 | - : Platina                                                                      |
| Mr. A–Z                             | - Lançamento: 26 de julho de 2005 - Formato(s): CD, LP, digital download - Gravadora(s): Atlantic | 5                 | —                 | —                 | —                 | —                 | —                 | —                 | —                 | - : 500,000   | - : Ouro                                                                         |
| We Sing. We Dance. We Steal Things. | - Lançamento: 13 de maio de 2008 - Formato(s): CD, LP, digital download - Gravadora(s): Atlantic  | 3                 | 3                 | 4                 | 3                 | 14                | 5                 | 12                | 8                 | - : 3,000,000 | - : 3× Platina - : 2× Platina - : Ouro - : 3× Platina - : 2× Platina - : Platina |
| Love Is a Four Letter Word          | - Lançamento: 17 de abril de 2012 - Formato(s): CD, LP, digital download - Gravadora(s): Atlantic | 2                 | 23                | 6                 | 1                 | 12                | 25                | 4                 | 2                 | - : 1,000,000 | - : Platina - : Platina - : Prata                                                |
| Yes!                                | - Lançamento: 15 de julho de 2014 - Formato(s): CD, LP, digital download - Gravadora(s): Atlantic | 2                 | 17                | 32                | 2                 | 22                | 25                | 8                 | 18                | - : 400,000   | - : Ouro                                                                         |
| Know.                               | - Lançamento: 10 de agosto de 2018 - Formato(s): CD, LP, digital download - Gravadora: Atlantic   | 9                 | 39                | 24                | 10                | 27                | —                 | 14                | 46                |               |                                                                                  |

### Álbuns ao vivo
- Live at Java Joe's (2001)
- Tonight, Not Again: Jason Mraz Live at the Eagles Ballroom (2004)
- Selections for Friends - Live from: Schubas Tavern, Chicago, Montalvo Winery, Saratoga California (2007)
- Jason Mraz's Beautiful Mess - Live from Earth (2009)

### EPs e Outros Lançamentos
- A Jason Mraz Demonstration (1999)
- Live at Java Joe's (2001)
- From the Cutting Room Floor (2001)(2002)
- The E Minor EP in F (2002)
- Tonight, Not Again: Jason Mraz Live at the Eagles Ballroom (2004) #49 EUA
- Wordplay EP (2005)
- Extra Credit EP (2005) - EP Digital
- Jimmy Kimmel Live: Jason Mraz - EP (2005) - iTunes
- Geekin' Out Across the Galaxy (2006) - EP Digital Ao Vivo
- Selections for Friends (2007) - LP Digital Ao Vivo #22 Top Digital Albums
- iTunes Live: London Sessions - EP (2008) - RU iTunes[6]
- We Sing. - EP (2008)[7] #101 EUA
- We Dance. - EP (2008)[7] #52 EUA
- We Steal Things. - EP (2008)[7]
- Life Is Good - EP
- Miracle - #2 The Secret (2019) - Alan Parsons Project

### Singles
| Ano  | Título                         | Posições    | Posições    | Posições  | Posições   | Posições    | Posições    | Posições | Posições | Posições | Posições | Posições | Posições | Posições | Posições | Posições | Posições | Posições | Posições | Posições | Álbum                              |
| Ano  | Título                         | EUA Hot 100 | EUA Pop 100 | EUA Adult | EUA Top 40 | EUA Digital | CAN Hot 100 | RU       | ALE      | NOR      | PB       | BRA      | ITA      | SUE      | AUS      | NZ       | DIN      | AUT      | IRL      | SUÍ      | Álbum                              |
| ---- | ------------------------------ | ----------- | ----------- | --------- | ---------- | ----------- | ----------- | -------- | -------- | -------- | -------- | -------- | -------- | -------- | -------- | -------- | -------- | -------- | -------- | -------- | ---------------------------------- |
| 2003 | "The Remedy (I Won't Worry)"   | 15          | –           | 4         | 7          | –           | –           | 79       | –        | –        | 12       | –        | –        | –        | 63       | 32       | –        | –        | –        | –        | Waiting for My Rocket to Come      |
| 2004 | "Curbside Prophet"             | –           | –           | 23        | –          | –           | –           | –        | –        | –        | –        | –        | –        | –        | –        | –        | –        | –        | –        | –        | Waiting for My Rocket to Come      |
| 2004 | "You and I Both"               | 110         | –           | 15        | 35         | –           | –           | –        | –        | –        | –        | –        | –        | –        | –        | –        | –        | –        | –        | –        | Waiting for My Rocket to Come      |
| 2005 | "Wordplay (canção)\|Wordplay"  | 81          | 59          | 17        | –          | 44          | –           | –        | –        | –        | –        | –        | –        | –        | –        | –        | –        | –        | –        | –        | Mr. A-Z                            |
| 2005 | "Geek in the Pink"             | –           | 90          | 32        | 36         | 45          | –           | 128      | –        | –        | –        | –        | –        | –        | –        | –        | –        | –        | –        | –        | Mr. A-Z                            |
| 2008 | "I'm Yours"                    | 6           | 5           | 1         | 4          | 3           | 11          | 8        | 1        | 4        | 4        | 7        | 1        | 3        | 1        | 2        | 9        | 2        | 16       | 6        | We Sing. We Dance. We Steal Things |
| 2008 | "Make It Mine"                 | –           | –           | 34        | –          | –           | –           | –        | 100      | –        | –        | –        | –        | 24       | –        | –        | –        | –        | –        | –        | We Sing. We Dance. We Steal Things |
| 2008 | "Lucky (feat. Colbie Caillat)" | 48          | 51          | –         | –          | 33          | –           | –        | –        | –        | –        | 3        | –        | –        | –        | –        | –        | –        | –        | –        | We Sing. We Dance. We Steal Things |
| 2012 | "I Won't Give Up"              | 8           | 20          | 3         | 8          | –           | 11          | 11       | 73       | 15       | 3        | 18       | –        | –        | 22       | 37       | –        | 12       | 10       | 28       | Love Is a Four Letter Word         |
| 2012 | "93 Million Miles"             | –           | –           | –         | –          | –           | –           | –        | –        | –        | –        | 4        | –        | –        | –        | –        | –        | –        | –        | –        | Love Is a Four Letter Word         |
| 2013 | "The Woman I Love"             | –           | –           | –         | –          | –           | –           | –        | –        | –        | –        | –        | –        | –        | –        | –        | –        | –        | –        | –        | Love Is a Four Letter Word         |
| 2014 | "Love Someone"                 | 104         | –           | –         | –          | –           | 79          | –        | 83       | –        | –        | 55       | –        | –        | –        | –        | –        | –        | –        | 55       | Yes!                               |
| 2018 | "Have It All"                  | 90          | –           | –         | –          | –           | –           | –        | –        | –        | –        | –        | –        | –        | –        | –        | –        | –        | –        | –        | Know.                              |

## Participação em trilhas sonoras de novelas
No Brasil, Jason Mraz ficou muito conhecido devido a inclusão constante de suas canções em trilhas sonoras de novelas da Rede Globo. São elas:
- I'm Yours - trilha da novela A Favorita[9]
- Lucky (part. Colbie Caillat) - trilha da novela Caras e Bocas[10]
- I Won't Give Up - trilha da novela Amor Eterno Amor[11]
- 93 Millions Milles - trilha da novela Salve Jorge[12]
- Love Someone - trilha da novela Império[13]
- Long Drive - trilha de Malhação "Seu Lugar no Mundo"[14]
- You Can Rely On Me - trilha da novela Totalmente Demais[15]